# Yook Sung-jae
Yook Sung-jae (육성재?, Yuk Seong-jaeLR; Gyeonggi, 2 maggio 1995) è un cantante, attore e conduttore televisivo sudcoreano. È membro del boy group BtoB e del suo sub-group, i BtoB Blue. A parte le attività del gruppo, Yook è conosciuto per aver recitato in drama televisivi quali Who Are You: Hakgyo 2015 (2015), Ma-eul - Achi-ara-ui bimil (2015) e Sseulsseulhago challanhasin - Dokkaebi (2016).